# Kardigan

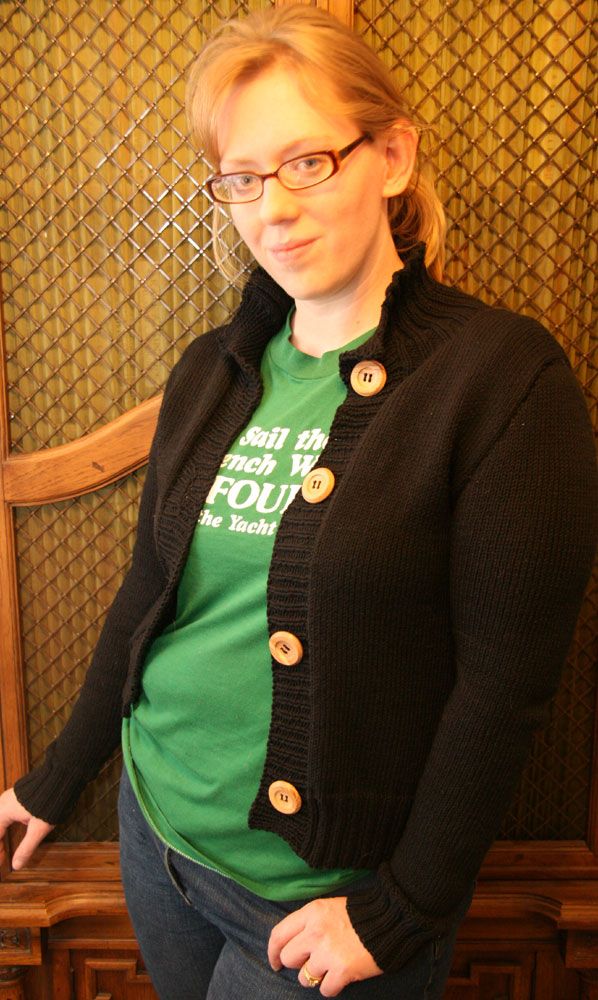
Kobieta ubrana w kardigan

Kardigan (ang. cardigan) –  rodzaj swetra bez kołnierza, zapinanego z przodu na guziki lub zamek. Guziki w damskim kardiganie często są duże i stanowią element ozdobny. 
Nazwa pochodzi od tytułu angielskiego generała Jamesa Thomasa Brudenella (1797–1868) – hrabiego Cardigan, który podczas wojny krymskiej w bitwie pod Bałakławą poprowadził szarżę lekkiej brygady kawalerii brytyjskiej.